# Sete Santos Fundadores da Ordem Servita
Os Sete Santos Fundadores da Ordem Servita foram Bonfilius, Alexis, Manettus, Amadeus, Hugo, Sostene e Buonagiunta. Estes sete homens, todos de Florença, desenvolveram uma amizade espiritual. Logo se sentiriam especialmente chamados por Maria, mãe de Jesus, a quem haviam praticado intensa devoção. Foi relatada uma visão, aparentemente compartilhada por todos separadamente ao mesmo tempo, sem o conhecimento de cada um. Eles se sentiram chamados a “deixar o mundo para servir melhor a Deus Todo-Poderoso”.
Bonfilius nasceu Bonfilius Monaldi (Buonfiglio dei Monaldi), Alexis nasceu Alexis Falconieri (italiano: Alessio Falconieri) (1200 - 17 de fevereiro de 1310), Manettus nasceu Benedict dell'Antella (Benedetto dell' Antella), Amadeus nasceu Bartholemew Amidei (Bartolomeo degli Amidei; morreu em 1265), Hugo nasceu Ricovero Uguccioni (Ricovero deii Lippi-Uggucioni), Sostene nasceu Gerardino Sostegni (Gherardino di Sostegno) e Buonagiunta nasceu João Manetti (Giovanni di Buonagiunta). 

## Os fundadores

### Alexis Falconieri

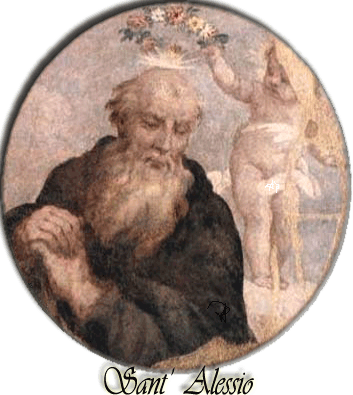
Santo Alessio Falconieri (segundo dos sete santos fundadores por idade, último a falecer).

Falconieri foi um dos sete fundadores da Ordem Servita, que são comemorados juntos no aniversário de sua morte.
Vida
Seu pai era Bernardo Falconieri, príncipe mercante de Florença e um dos líderes da República. Sua família estava alinhada com o partido Guelph, aproveitando todas as oportunidades para frustrar um Gibelino (causa imperialista).
Apesar de um futuro seguro como nobre rico numa das cidades mais ricas e cultas da Itália, Falconieri cresceu praticando a mais profunda humildade. Falconieri ingressou na Laudesi, piedosa irmandade mariana, onde conheceu os seis que o acompanhariam na vida consagrada. Aparentemente ele experimentou uma aparição mariana em 15 de agosto de 1233, assim como seus seis companheiros. Logo depois fundaram a Ordem dos Servitas. Falconieri abandonou prontamente todas as coisas mundanas e retirou-se para La Camarzia, uma casa nos arredores da cidade. No ano seguinte mudou-se para Monte Senário. Falconieri adquiriu o título de Fundador e Místico.
O compromisso de Alexis com a humildade o levou a adotar a vida de um mendigo. Na Europa medieval, não era incomum, e geralmente altamente respeitado, que aqueles que haviam jurado seguir uma vida consagrada escolhessem viver não com rendimentos de propriedades, mas com a mendicância ou doações. Nas ruas da cidade onde era cidadão de destaque, pedia esmolas em nome dos irmãos. Ele foi firme ao longo de sua vida em se considerar indigno de se tornar padre.
Seu tempo foi gasto principalmente apoiando as diversas comunidades onde vivia. Por sua instigação, em 1252, e com financiamento de Chiarissimo Falconieri, foi concluída uma nova igreja em Cafaggio, Prato, nos arredores de Florença. Guiada por ele, sua sobrinha Juliana decidiu desde muito jovem adotar a vida consagrada.
Em poucos anos, nada menos que dez mil pessoas inscreveram-se na Ordem Servita, prova do impacto que Falconieri e seus companheiros tinham tido sobre os seus compatriotas.
Morreu em Monte Senário com cerca de 110 anos de idade, em 17 de fevereiro de 1310.
Seu corpo enterrado e santuário estão perto da igreja Santissima Annunziata, em Florença. Em 1º de dezembro de 1717, o Papa Clemente XI declarou Falconieri digno de veneração dos fiéis, estendendo a mesma honra aos seus seis companheiros em 3 de julho de 1725.

### Amadeus dos Amidei

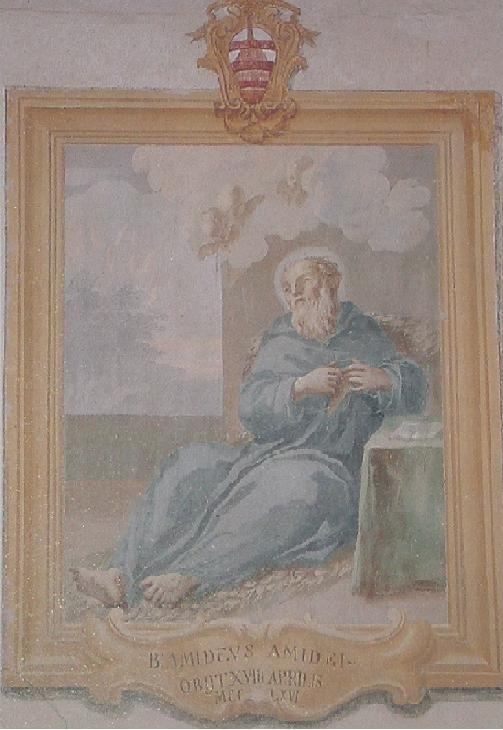
Afresco de Bartolomeus Amidei (Santo Amadeus degli Amidei)

Um dos sete fundadores da Ordem Servita, Amadeu dos Amidei faleceu no Monte Senário em 1265. Com os outros seis, a sua festa é 17 de fevereiro.

### Hugo dei Lippi Ugguccioni
Tendo seguido Philip Benizi para a França e Alemanha, outro fundador, Hugh dei Lippi Uguccioni, estabeleceu-se lá para servir como vigário geral. Ele morreu na Alemanha em 3 de maio de 1282.

## Legado
O Papa Leão XIII canonizou todos os sete homens em 15 de janeiro de 1888. A festa deles foi inscrita no Calendário Romano Geral para ser homenageada em 11 de fevereiro, aniversário de quando a ordem recebeu aprovação canônica em 1304. No entanto, em 1909, esta data tornou-se a festa de Nossa Senhora de Lourdes. A celebração em homenagem aos sete fundadores foi transferida para 12 de fevereiro, apenas para ser transferida novamente em 1969. 17 de fevereiro parecia mais apropriado por ser a data da morte de Alexis Falconieri.